# Scotch Bonnet Cape
Scotch Bonnet Cape ist eine Landzunge im Süden der Karibikinsel St. Kitts im Inselstaat St. Kitts und Nevis.

## Geographie
Die Halbinsel ist ein kleiner vorgelagerter Vulkankegel, der sich vom „Knauf“ des „Pfannenstiels“ von Saint George Basseterre nach Süden in die Meerenge The Narrows erstreckt. Die Landzunge ist durch Sumpfgebiete vom Festland getrennt und erhebt sich bis auf ca. 40 m. Die Landzunge wird von den Buchten Cockleshell Bay (im Westen) und Mosquito Bay (im Osten) eingeschnürt.
Das Gebiet ist wahrscheinlich nach der häufigen Meeresschneckenart „Scotch bonnet“ (Semicassis granulata, dt. „Schottenhaube“) benannt.